# Karang Dima
Karang Dima is een bestuurslaag in het regentschap Sumbawa van de provincie West-Nusa Tenggara, Indonesië. Karang Dima telt 7062 inwoners (volkstelling 2010).